# Wilhelm Franz Meyer
Friedrich Wilhelm Franz Meyer (Magdeburgo, Reino de Prusia, 2 de septiembre de 1856-Königsberg, Alemania, 11 de junio de 1934) fue un matemático alemán y uno de los principales editores de la Encyclopädie der Mathematischen Wissenschaften.

## Biografía
Meyer estudió en las universidades de Leipzig y Múnich. Obtuvo su doctorado en 1878 en Múnich. Continuó sus estudios en Berlín con Weierstrass, Kummer y Kronecker. En 1880, obtuvo la habilitación en la Universidad de Tubinga. En 1888 se convirtió en catedrático en la Universidad de Clausthal. Entre octubre de 1897 y octubre de 1924, fecha en la que se retiró, fue profesor en la Universidad de Königsberg.
La amplia investigación de Meyer (más de 130 artículos) se centró básicamente en geometría y, especialmente, en la teoría de invariantes.
Sin embargo, es principalmente conocido por ser uno de los principales editores de la Encyclopädie der Mathematischen Wissenschaften, publicada entre 1898 y 1933 en 23 libros separados. Meyer estuvo directamente a cargo de editar los volúmenes sobre geometría.